# 狂野歷險 (遊戲)
《荒野兵器》是由Media Vision開發索尼電腦娛樂發售的電子角色扮演遊戲。狂野歷險系列的首作。金子彰史負責遊戲設計及劇本，負責音樂。

## 故事
被認為在太古已滅絕的魔族復活，為了保護正被毀滅的行星法爾蓋亞。這是羅迪、札克、瑟希莉雅三人與魔族戰鬥的故事。
遊戲舞台行星法爾蓋亞是一個荒涼的世界，魔族、守護神、候鳥與ARM為故事的關鍵。系列的各作品沒有直接的關係，但它們有著共同「西部劇+科幻」風的世界觀。

## 角色
※（）内是廣播劇CD的配音員

### 隊伍角色
- 羅迪・拉葛奈特

使用的ARM稱為。
使用需要起普通的人更高的同步率。
沒有口頭禪，但常常出現表示點頭的圖像。
- 札克・梵・希雷茲（安井邦彦）

使用高速的劍術，被稱為。
作為寶物獵人在各地的遺跡找尋「絕對之力」。
與亞精靈哈班為夥伴。
- 瑟希莉雅・蕾茵・亞迪爾海德（かかずゆみ）

使用紋章的魔法紋章士的亞迪爾海德公國公主。
為了取回紀念母親的「眼淚的碎片」與魔族作出戰鬥的決心。
因為使用紋章需要大量的能量，所以要吃特別多份量。十分喜愛吃炒麵，能夠吃下5人的份量。

### 哥雷姆
1000年前發生的魔族大戰時，人類和艾爾族從魔族的身體研究出來的人型兵器。
為怕被人惡意使用，艾爾族把它們封印到世界各地。人類雖然得到哥雷姆，但只不過是損壞不動的東西。
- 亞斯蓋爾茲 （眾神之城）
- 莉莉提雅 （冰之女王）
- 迪亞普羅 （深紅的暴風）
- 巴爾巴特斯 （魔彈的射手）
- 里法埃薩 （海的征服者）
- 貝利亞魯 （真銀的騎士）
- 路西法亞 （灼光的劍帝）
- 塞特 （深淵之王）

### 守護神
- 斯道爾達克 （水的私語）

掌管水的守護神
- 姆亞・蓋爾特 （烈火之怒）

掌管火的守護神
- 古爾謝艾普 （大地的呻吟）

掌管地的守護神
- 菲卡農 （疾風之爪）

掌管風的守護神
- 迪洛奇洛斯 （山的響聲）

掌管山的守護神
- 伊奧尼・寶亞 （聖者的悲傷）

掌管聖的守護神
- 奇・拉姆特斯 （死的接吻）

掌管死的守護神
- 瑠亞・夏克斯 （雷鳴之牙）

掌管雷的守護神
- 斯提雅・羅 （閃光的一撃）

掌管光的守護神
- 魯卡提亞 （海神之心）

掌管海的守護神
- 索拉斯・艾姆斯 （天的裁判）

掌管天的守護神
- 亞爾斯雷特 （雪的結晶）

掌管雪的守護神
- 里克布雷特 （星的光輝）

掌管星的守護神
- 奧特流克 （生命之火）

掌管命的守護神
- 托拉斯・托拉姆 （魔界的呼聲）

掌管魔的守護神
- 艾克伊提斯 （劍的飛舞）

掌管劍的守護神
- 塞爾杜克斯 （城寨的守護）

掌管城的守護神
- 丹・達拉姆 （時之齒輪）

掌管時空的守護神
- 拉普提娜 （愛的奇蹟）

掌管愛的守護神
- 卓士汀 （勇氣的徽章）

掌管勇氣的守護神
- 塞法 （希望的碎片）

掌管希望的守護神
- 路西雅特

掌管欲望的守護神、唯一地保持實質的守護神。
- 人類

## ARM
ARM是「Ancient Relics Machine」簡稱。古代遺跡挖掘出來的機械的總稱。
因為精神要與ARM同步才可起動ARM，所以同步規限了使用者。
因為ARM是分析魔族的身體而製造的，在普通人之間十分避諱。

## 相關產品

### 動畫
- 「狂野歷險 Twilight Venom」（總共22話、1999年10月18日～2000年3月27日）

### 遊戲
- PS 狂野歷險
- PS 狂野歷險 PlayStation the Best
- PS 狂野歷險 PS one Books

### 書籍
- 攻略本：狂野歷險 公式指導書
- 設定資料：狂野歷險1･2･TV　狂野歷險 法爾蓋亞年代記

### 漫畫
- 「狂野歷險 花盗人」（全2期）

### 原聲大碟
- 「狂野歷險」
- 「『Along the World』Wild Arms Vocal Collection」
- 「狂野歷險 Compplete Tracks」

### 廣播劇CD
- 「廣播劇CD　狂野歷險」

## 外部連結
- WILDARMS.net （页面存档备份，存于）
- Media-Vision Entertainment （页面存档备份，存于）